# Fulgence Rabemahafaly
Fulgence Rabemahafaly (Miarinavaratra, 23 maggio 1951) è un arcivescovo cattolico malgascio.

## Biografia
Ordinato prete il 14 agosto 1980 a Fianarantsoa, è stato vescovo della diocesi di Ambositra dal giugno 1999 fino all'ottobre 2002 quando, nominato arcivescovo, gli è stata affidata l'arcidiocesi di Fianarantsoa.

## Genealogia episcopale e successione apostolica
La genealogia episcopale è:
- Cardinale Scipione Rebiba
- Cardinale Giulio Antonio Santori
- Cardinale Girolamo Bernerio, O.P.
- Arcivescovo Galeazzo Sanvitale
- Cardinale Ludovico Ludovisi
- Cardinale Luigi Caetani
- Cardinale Ulderico Carpegna
- Cardinale Paluzzo Paluzzi Altieri degli Albertoni
- Papa Benedetto XIII
- Papa Benedetto XIV
- Papa Clemente XIII
- Cardinale Giovanni Carlo Boschi
- Cardinale Bartolomeo Pacca
- Papa Gregorio XVI
- Cardinale Castruccio Castracane degli Antelminelli
- Cardinale Paul Cullen
- Arcivescovo Joseph Dixon
- Arcivescovo Daniel McGettigan
- Cardinale Michael Logue
- Cardinale Patrick Joseph O'Donnell
- Vescovo John Gerald Neville, C.S.Sp.
- Vescovo Auguste Julien Pierre Fortineau, C.S.Sp.
- Arcivescovo Xavier Ferdinand Thoyer, S.I.
- Arcivescovo Gilbert Ramanantoanina, S.I.
- Cardinale Victor Razafimahatratra
- Arcivescovo Philibert Randriambololona, S.I.
- Arcivescovo Fulgence Rabemahafaly

La successione apostolica è:
- Vescovo Fidelis Rakotonarivo, S.I. (2005)
- Arcivescovo Benjamin Marc Balthason Ramaroson, C.M. (2006)